# Bernard Jeanjean
Bernard Jeanjean est un réalisateur, scénariste, acteur et dialoguiste français.

## Filmographie

### Réalisation
- 2011 : Une folle envie
- 2007 : J'veux pas que tu t'en ailles
- 2004 : J'me sens pas belle

### Scénariste

#### Cinéma
- 2011 : Une folle envie
- 2008 : Je ne suis pas un héros
- 2007 : Tel père telle fille
- 2007 : J'veux pas que tu t'en ailles
- 2004 : J'me sens pas belle
- 1999-2003 : PJ
- 1999 : Une femme d'honneur

#### Bande dessinée
- 2018 : Mon homme (presque) parfait, avec Louis (dessin) et Véra Daviet (couleurs), éditions Bamboo